# لاک‌پشت زمینی
لاک‌پشتان زمین‌زی یا لاک‌پشتان زمینی یا لاک‌پشتان خشکی‌زی یا سنگ‌پشتان زمینی (نام علمی Testudinidae) یک خانواده از خزندگان‌اند در راسته لاک‌پشت‌سانان‌ که خشکی‌زی هستند. مانند بقیه لاک‌پشت‌ها این خانواده نیز یک لاک محکم دارند که آنها را از حمله درندگان حفظ می‌کند. اندازه آنها از چند سانتی‌متر تا دو متر متغیر است و خونسردند. 

## نگارخانه

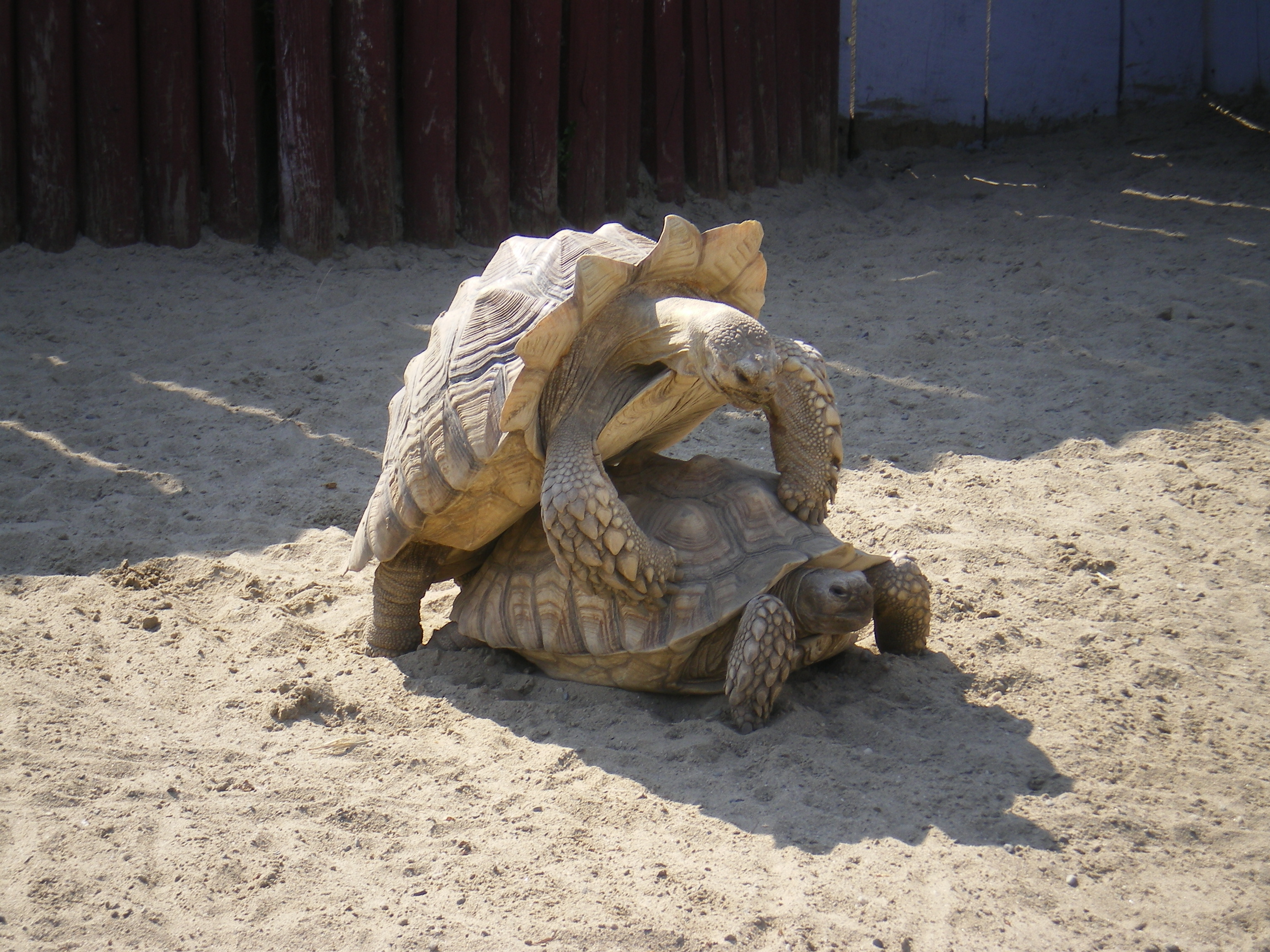
جفت‌گیری لاک‌پشت‌های زمینی
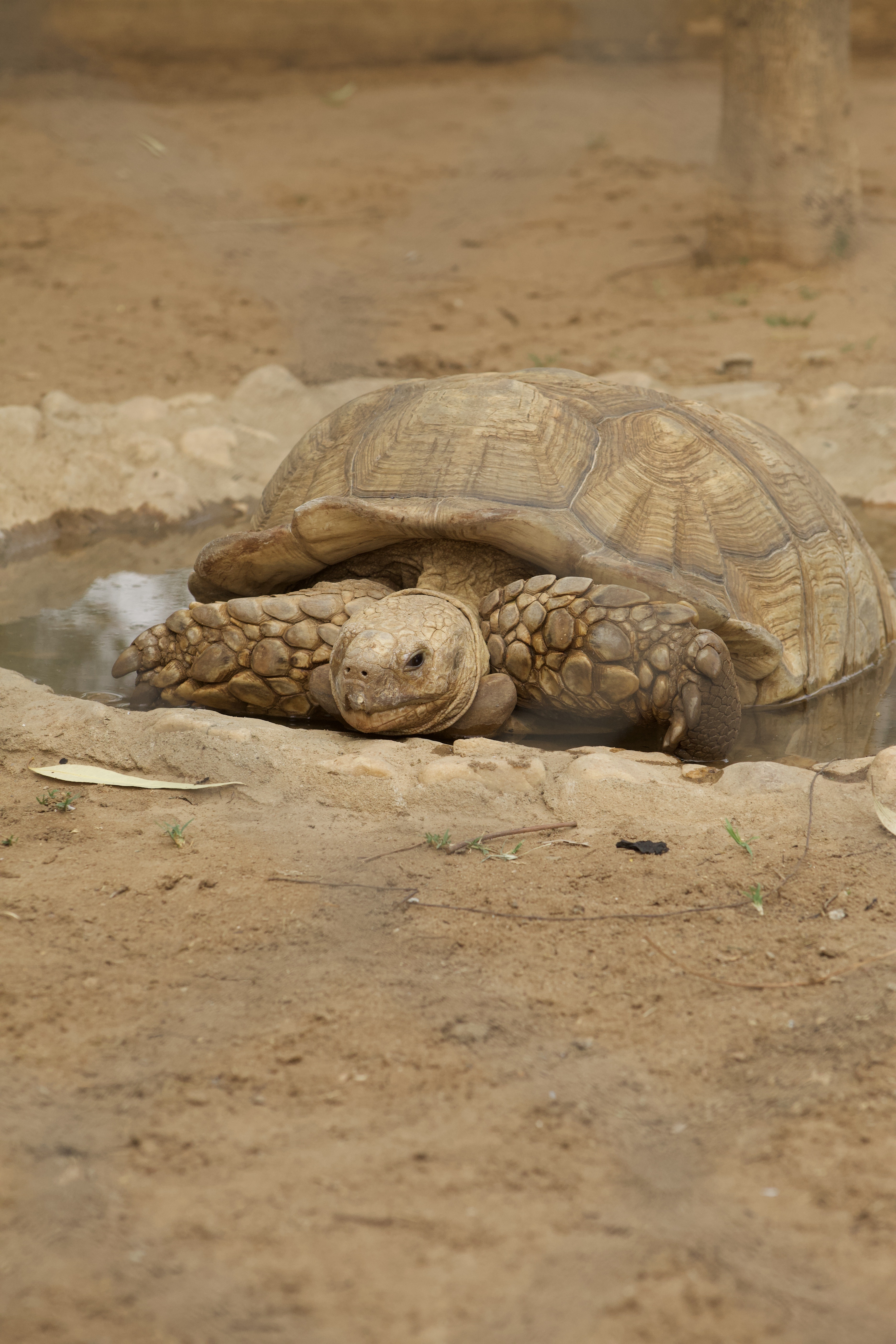
لاک پشت در حال استراحت در زیستگاه خود